# Cynanchum lenewtonii
Cynanchum lenewtonii là một loài thực vật có hoa trong họ La bố ma. Loài này được Liede mô tả khoa học đầu tiên năm 1994.